# (33113) Julabeth
(33113) Julabeth est un astéroïde de la ceinture principale.

## Description
(33113) Julabeth est un astéroïde de la ceinture principale. Il fut découvert le 22 janvier 1998 à Prescott (Arizona) par Paul G. Comba. Il présente une orbite caractérisée par un demi-grand axe de 2,60 UA, une excentricité de 0,15 et une inclinaison de 3,4° par rapport à l'écliptique.

## Compléments